# Élections générales espagnoles de 2023 en Cantabrie
Les élections générales espagnoles de 2023 (en espagnol : Elecciones generales de España de 2023) se tiennent le dimanche 23 juillet 2023 afin d'élire les 350 députés et 208 des 266 sénateurs de la XVe législature des Cortes Generales. 5 députés sont élus en Cantabrie.

## Résultats
| Parti                  | Parti                                                   | Voix    | %     | +/-   | Sièges | +/-           |  |
| ---------------------- | ------------------------------------------------------- | ------- | ----- | ----- | ------ | ------------- |  |
|                        | Parti populaire (PP)                                    | 147 326 | 42,08 | 16,22 | 2      | en stagnation |  |
|                        | Parti socialiste ouvrier espagnol (PSOE)                | 116 596 | 33,30 | 10,06 | 2      | 1             |  |
|                        | Vox                                                     | 49 243  | 14,06 | 0,87  | 1      | en stagnation |  |
|                        | Sumar                                                   | 29 713  | 8,49  | 0,19  | 0      | en stagnation |  |
|                        | Parti animaliste contre la maltraitance animale (PACMA) | 2 089   | 0,60  | 0,03  | 0      | en stagnation |  |
|                        | Front ouvrier (FO)                                      | 790     | 0,23  | Nv.   | 0      | en stagnation |  |
|                        | Parti communiste des travailleurs espagnols (PCTE)      | 598     | 0,17  | 0,09  | 0      | en stagnation |  |
|                        | Recortes Cero                                           | 533     | 0,15  | 0,08  | 0      | en stagnation |  |
|                        | Parti régionaliste de Cantabrie (PRC)                   |         |       |       |        | 1             |  |
|                        | Vote blanc                                              | 3 262   | 0,93  | 0,42  |        |               |  |
|                        |                                                         |         |       |       |        |               |  |
| Suffrages exprimés     | Suffrages exprimés                                      | 350 150 | 98,59 |       |        |               |  |
| Votes nuls             | Votes nuls                                              | 4 995   | 1,41  |       |        |               |  |
| Total                  | Total                                                   | 355 145 | 100   | -     | 5      | en stagnation |  |
| Abstention             | Abstention                                              | 152 673 | 30,06 |       |        |               |  |
| Inscrits/Participation | Inscrits/Participation                                  | 507 818 | 69,94 |       |        |               |  |